# Yuqing
Yuqing, tidigare stavat Yüking, är ett härad som lyder under Zunyis stad på prefekturnivå i Guizhou-provinsen i sydvästra Kina.